# Plusiophaes albucha
Plusiophaes albucha är en fjärilsart som beskrevs av François Louis Nompar de Caumont de Laporte. Plusiophaes albucha ingår i släktet Plusiophaes och familjen nattflyn. Inga underarter finns listade i Catalogue of Life.